# Olbiogaster mexicana
Olbiogaster mexicana är en tvåvingeart som beskrevs av Lane och Andretta 1958. Olbiogaster mexicana ingår i släktet Olbiogaster och familjen fönstermyggor. Inga underarter finns listade i Catalogue of Life.